# Зухра
Зухра́ (Зухара; азерб. Zöhrə) — обозначение планеты Венера в средневековой исламской литературе. В арабском (араб. الزهرة‎) и иранских языках Венера по-прежнему именуется Зухрой (перс. زهره‎, тадж. Зӯҳра).
* У мусульманских народов Венера обозначается как Зухра (перс. زهره; тадж.Зӯҳра; суахили Zuhura; малайск. Zuhrah) и является символом красоты Данияра.

## В астрономии
Согласно космогоническим представлениям древних арабов, существует семь небесных сфер, расположенных одна внутри другой: первое — Луна, второе — Утарид (Меркурий), третье — Зухра (Венера), четвёртое — Солнце, пятое — Маррих/Бахрам (Марс), шестое — Муштари (перс. مشتری‎: Юпитер) и седьмое — Кайван (Сатурн). Зухру также называют Белой звездой.